# You Oughta Know
You Oughta Know is een nummer van de Canadese zangeres Alanis Morissette uit 1995. Het is de eerste single van haar derde studioalbum Jagged Little Pill.
"You Oughta Know" gaat over een meisje wier jongen net bij haar weg is gegaan. De jongen liet het meisje met een enorme puinhoop achter, en daar is het meisje erg boos over. Red Hot Chili Peppers-bassist Flea is in het nummer te horen op de basgitaar. Dave Navarro, destijds gitarist van de Red Hot Chili Peppers, is in het nummer te horen op de elektrische gitaar. "You Oughta Know" haalde in Alanis Morissette's thuisland Canada de 6e positie. In de Nederlandse Top 40 haalde het de 11e positie, en in de Vlaamse Ultratop 50 de 39e.

## NPO Radio 2 Top 2000
| Nummer met noteringen in de NPO Radio 2 Top 2000 | '09  | '10  | '11  | '12 | '13  | '14 | '15 | '16  | '17  | '18  | '19  | '20  | '21  | '22  | '23  | '24  |
| ------------------------------------------------ | ---- | ---- | ---- | --- | ---- | --- | --- | ---- | ---- | ---- | ---- | ---- | ---- | ---- | ---- | ---- |
| You Oughta Know                                  | 1244 | 1168 | 1061 | 975 | 1040 | 990 | 992 | 1119 | 1121 | 1182 | 1281 | 1241 | 1169 | 1148 | 1098 | 1296 |

1. ↑  Een vetgedrukt getal geeft de hoogste notering aan.
2. ↑  2009 was het eerste jaar met een notering voor dit nummer.